# Оберстенфелд
Оберстенфелд (на немски: Oberstenfeld) е община (Gemeinde) в Баден-Вюртемберг, Германия със 7928 жители (към 31 декември 2015). Намира се на 40 km северно от Щутгарт.
Оберстенфелд се създава през 7 или 8 век. През 1016 г. там се създава дамския манастир Оберстенфелд.
- Замъкът Лихтенберг в Оберстенфелд